# جيمس كرافتس
جيمس ماسون كرافتس (بالإنجليزية: James Crafts) هو كيميائي أمريكي عاش بين 1839-1917، ولد في بوسطن ، ماساتشوستس وتخرج من جامعة هارفارد في عام 1858 . على الرغم من انه لم يتلق الدكتوراه ، درس الكيمياء في ألمانيا في أكاديمية (ماينز) في عام (1859) في فرايبرغ وخدم كمساعد لروبرت بنسن في هايدلبرغ ، ثم مع فورتز في باريس (1861).
أجرى دراسات على مركبات السليكون والزرنيخ والأثيرات، وأكمل مع شارل فريدل التفاعل المعروف باسم تفاعل فريدل-كرافتس لتحضير بعض الهيدروكربونات والكيتونات.